# Det brænder i Norden
Det brænder i Norden er en dansk dokumentarfilm fra 1940, der er instrueret af Theodor Christensen efter eget manuskript.

## Handling
Optagelser fra den finske vinterkrig og den tyske invasion i Norge.